# Даум, Арон
Раби Арон Даум (фр. Ahron Daum; 6 января 1951, Бней-Брак, Тель-Авивский округ — 27 июня 2018, Антверпен, Фламандский регион) — израильский современный ортодоксальный раввин и автор. Бывший главный раввин города Франкфурта-на-Майне. В последние годы проживал в Антверпене в Бельгии.

## Личная жизнь и образование
Арон Даум родился 6 января 1951 года в городе Бней-Брак в Израиле, в религиозной семье ашкеназских евреев. Его отец, Шмуэль Даум, был выходцем из известной раввинской семьи родом из Польши, а также педагогом и писателем. Мать происходила из богатой купеческой семьи, предки которой жили в Шопроне. У Арона также было 3 младших брата. 
Когда Дауму исполнилось 13 лет, он начал активное религиозное обучение в знаменитой литовско-хасидской иешиве «Ружин» в Бней-Браке. В 14 лет он переехал в Великобританию, где продолжил учебу в иешиве Ха-Рама, а затем в знаменитой Эц Хаим в Монтрё в Швейцарии. В 1975 году после получения степени бакалавра в Швейцарии он отправился в еврейский колледж Лондонского университета, где получил степень бакалавра в области иудаики (с отличием). С 1978 года учился в Богословской семинарии им. рабби Ицхака Эльханана Иешива-университета  в Нью-Йорке, по окончании которой (с отличием) получил должность магистра Библеистики и посвящение в раввины, лично подписанное и врученное профессором Йосефом Соловейчиком. Он отклонил предложение продолжить учебу для получения титула даяна и вернулся в Европу, где женился на Франсин Френкел, в браке с которой у него родились три дочери. 
Был полиглотом: свободно владел ивритом, английским, немецким, французским, нидерландским и идишем, а также латинским и арамейским языками. 

## Карьера в качестве раввина
В 1982 году он начал свою карьеру в Швейцарии как раввин еврейской общины в городе Биль/Бьен (двуязычный французско-немецкий город). В 1986 году покинул этот пост, чтобы защитить докторскую диссертацию в Иудео-христианском Институте исследований в Люцерне при факультете теологии Университета Люцерна в Швейцарии. В 1987 году принял пост главного раввина еврейской общины Франкфурта-на-Майне (на тот момент крупнейшей и престижнейшей еврейской общины Германии). Во время его пребывания на этой должности проходил большой приток русско-еврейских иммигрантов из бывшего Советского Союза, поэтому первая помощь людям, которые часто находились в сложном экономическом положении, и интеграция нового большого блока в рамках существующей еврейской общины стали приоритетами его администрации в начале 90-х годов. Интеграция этих людей была сложной, поскольку внутри Советского Союза были ограничены возможности для выражения еврейской идентичности, что часто приводило к сомнениям о статусе еврейского народа и определенной антипатии к еврейской жизни. Таким образом, стержнем его раввинской службы было повторное прорабатывание этих сложных вопросов, касающихся еврейского статуса многих новичков. Вместе с тем он был движущей силой расширения культурных и религиозных программ еврейской общины по привлечению новых членов в таких мероприятиях, как Дни еврейской культуры, концерты еврейской музыки, поездки по местам еврейского наследия. 
Раввин Даум был также председателем Бейт Дина Франкфурта. Он активно занимался гиюром, вопросами Кашрута, Дин Торы и религиозными разводами (Гитин). Раввин Даум имел опыт гиюра как с религиозной точки зрения раввинского суда, так и в качестве учителя и ментора с опытом работы более 15 лет.
В 1993 году по семейным обстоятельствам он ушел в отставку и переехал в Антверпен, где уже проживала большая часть его семьи. Там он начал преподавать иудаизм в еврейских школах. В 1995 году принял должность лектора по еврейскому праву на Факультете Религиоведения в Вилрейк в Антверпене. В знак благодарности за его работу по Галахе факультет присвоил ему звание почетного профессора еврейского права. С 2001 года вместе со своей супругой начал серию информационно-просветительских проектов для евреев, которые становятся Баал Тшува, неевреев, которые заинтересованы в иудаизме, и людей, вступающих в процесс интеграции и гиюра. Он также регулярно организовывал семинары по различным темам в области иудаизме.

## Публикации
Арон Даум является автором различных тем в области иудаики. Живя в Швейцарии, он регулярно писал галахические статьи для еврейско-швейцарско-немецкого еженедельника «Jüdische Rundschau» (нем. «Еврейское обозрение»). Во время своего пребывания в качестве главного раввина Франкфурта-на-Майне он регулярно писал статьи для издания «Die Jüdische Allgemeine» (нем. «Еврейская община») и выходившего раз в два месяца журнала «Die Gemeinde». С 2010 года вёл ежемесячную колонку для журнала Joods Actueel, в которой писал в спектре иудаики. Он является автором двух книг. Первая книга «Halacha aktuell», состоящая из двух томов, написана на немецком языке. Там рассматриваются Галахические проблемы и актуальные темы, освещенные по Галахе, в особенности в Responsa. Она была встречена с большим энтузиазмом в галахическом мире, получив официальное одобрение многих авторитетов. Некоторые статьи этой книги были первоначально написаны на иврите, а позже отдельно опубликованы под названием «Iyunim b'Halacha». Его вторая книга «Die Jüdische Feiertage in Sicht der Tradition» (Еврейские праздники в свете Предания) представляет собой сборник, состоящий из двух томов, включающих сочетание галахических статей, проповедей, литургических наблюдений, гомилетических мыслей и народных юмористических рассказов, относящихся к Еврейским праздникам и Шаббату.

## Книги
- Halacha aktuell, Jüdische Religionsgestze und Bräuche im modernen Alltag (Haag und Herchen Verlag, Frankfurt am Main, 1992, 2 Vol., p. 387 – p. 773)
- Iyunim b’Halacha (Haag und Herchen Verlag, Frankfurt am Main, 1992, p. 93)
- Die Feiertage Israels, Die jüdischen Feiertage in er Sicht der Tradition (Herchen Verlag, Frankfurt am Main, vol. I, 1993, p. 556, vol. II, 1994, p. 557)
- "Das aschkenasische Rabbinat : Studien über Glaube und Schicksal" (Julius Carlebach) / Die Rolle des Rabbiners in Deutschland heute (Ahron Daum)

## Внешние ссылки
- Дипломы и сертификаты
- Работы Арон Даума на Амазон